# Wladimir Abramowitsch Rochlin

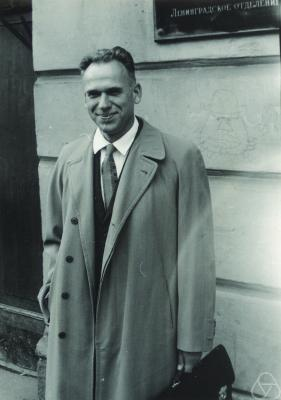
Wladimir Rochlin in Leningrad, 1966

Wladimir Abramowitsch Rochlin (russisch Владимир Абрамович Рохлин, englische Transliteration Vladimir Abramovich Rokhlin; * 23. August 1919 in Baku, Demokratische Republik Aserbaidschan; † 3. Dezember 1984 in Leningrad, Russische SFSR, Sowjetunion) war ein sowjetischer Mathematiker, der sich mit Topologie, Ergodentheorie und reeller algebraischer Geometrie beschäftigte.

## Leben
Rochlin stammte aus einer jüdischen Familie. Seine Mutter Henrietta Levenson studierte Medizin in Paris, seine Großmutter Clara Levenson war eine der ersten russischen Ärztinnen. Sein Großvater Emmanuil Levenson war ein reicher Geschäftsmann. Sein Vater Abram Rochlin war Sozialdemokrat und wurde während des Stalinistischen Terrors inhaftiert und 1941 erschossen. Er studierte ab 1935 an der Lomonossow-Universität in Moskau bei Andrei Kolmogorow und Lew Semjonowitsch Pontrjagin. 1941 meldete er sich freiwillig zur Roten Armee und verbrachte mehrere Jahre in deutschen Gefangenenlagern und anschließend zwei Jahre in einem sowjetischen Gefangenenlager. Er kam erst auf Verwendung seines ehemaligen Lehrers Pontrjagin frei, der sich persönlich an den Geheimdienstchef Beria wandte und Rochlin danach als persönlichen Sekretär ausgab (Pontrjagin war blind), da dieser sonst keine Aufenthaltserlaubnis für Moskau erhalten hätte. 1947 wurde er bei Abraham Plessner in Moskau promoviert (Der Lebesgue-Raum und seine Automorphismen). 1952 erregte er mit seinem Signaturtheorem für vierdimensionale Mannigfaltigkeiten Aufmerksamkeit. Es gibt ein notwendiges Kriterium für die Existenz einer Spin-Struktur auf einer 4-Mannigfaltigkeit: Die Signatur der Schnittform (einer quadratischen Form in der zweiten Kohomologiegruppe) muss durch 16 teilbar sein. Rochlin bewies den Satz aus der von ihm bewiesenen Eigenschaft der dritten stabilen Homotopiegruppen der Sphären, zyklisch mit Periode 24 zu sein. Nach Friedrich Hirzebruch folgt es aus dem Atiyah-Singer-Indexsatz. Andere Beweise stammen von Michel Kervaire und John Milnor sowie von Michael Freedman und Robion Kirby.
Er arbeitete auch über charakteristische Klassen, Homotopietheorie und Kobordismentheorie. Von ihm stammen auch bedeutende Beiträge zur reellen algebraischen Geometrie (das 16. Hilbert-Problem). Rochlin arbeitete vor seinem Tod an einer Übersichtsmonographie über das Gebiet, die aber nicht vollendet wurde, da es sich als aktives Forschungsgebiet ständig im Fluss befand.
In der Maßtheorie führte er 1940 den Standard-Wahrscheinlichkeitsraum (Lebesgue-Rokhlin-Wahrscheinlichkeitsraum) ein und die Rokhlin-Zerlegung.
Ab 1959 war er Professor an der Staatlichen Universität „A. A. Schdanow“ Leningrad. Zu seinen Schülern gehören Michail Gromow (Promotion 1968), Jakow Eliaschberg, Oleg Wiro, Viatcheslav Kharlamov und Anatoli Werschik.
Sein Sohn Wladimir Rochlin ist ebenfalls ein bekannter Mathematiker. Rochlins Onkel Kornei Iwanowitsch Tschukowski war Autor von Kinderbüchern.

## Werke (Auswahl)
- mit Dmitry Fuchs: Beginners Course in Topology Geometric chapters. Translated from the Russian by A. Iacob. Universitext. Springer Series in Soviet Mathematics. Springer-Verlag, Berlin, 1984. xi+519 pp. ISBN 3-540-13577-4
- Lectures on the entropy theory of transformations with invariant measure. (russisch) Uspehi Mat. Nauk 22 1967 no. 5 (137), 3–56.
- mit Michail Gromow: Imbeddings and immersions in Riemannian geometry. (russisch) Uspehi Mat. Nauk 25 1970 no. 5 (155), 3–62.
- Complex topological characteristics of real algebraic curves. (russisch) Uspekhi Mat. Nauk 33 (1978), no. 5(203), 77–89, 237.